# Marçon
Marçon település Franciaországban, Sarthe megyében. Lakosainak száma 1063 fő (2022. január 1.). Marçon Chahaignes, Beaumont-sur-Dême, La Chartre-sur-le-Loir, Dissay-sous-Courcillon, Flée, Lhomme és Montval-sur-Loir községekkel határos.

## Népesség
A település népességének változása:
| Lakosok száma | 1027 | 1039 | 1067 | 1060 | 1064 | 1068 | 1076 | 1070 | 1063 |
|               | 2013 | 2015 | 2016 | 2017 | 2018 | 2019 | 2020 | 2021 | 2022 |